# 京都南ジャンクション
京都南ジャンクション（きょうとみなみジャンクション）は、京都府京都市伏見区に計画されている名神高速道路と第二京阪道路（油小路線）のジャンクション (JCT) である。

## 概要
2017年度に西日本高速道路が、総事業費約300億円で事業化した。
名神高速道路と、名神以北の第二京阪道路のみで接続する計画である。京都市中心部と名神高速道路を結ぶ経路が増え、大阪国際空港（伊丹空港）などからの交通アクセスが向上するとともに、国道1号など京都南インターチェンジ周辺道路での混雑緩和が期待されている。

## 沿革
- 1963年7月16日：当該区間を通過する名神高速道路が栗東IC - 尼崎ICで供用開始。
- 2008年1月19日：当該区間を通過する阪神高速道路8号京都線が上鳥羽出入口 - 第二京阪道路接続部で供用開始。
- 2017年：事業化
- 2019年4月1日：阪神高速8号京都線が第二京阪道路へ編入。
- 2020年12月7日：都市計画決定。
- 2028年：完成予定[2]。

## 道路
- E1 名神高速道路
- E89 第二京阪道路

## 隣
E1 名神高速道路
(32) 京都東IC - 深草BS - 京都南JCT - (33, 33-1, 33-2) 京都南IC - 桂川PA
E89 第二京阪道路（油小路線）
(8-4) 上鳥羽IC - 京都南JCT - (8-6) 城南宮北IC - (8-7) 城南宮南IC - (8-8) 伏見IC